# Castelo de Berroquejo
O Castelo de Berroquejo localiza-se no município de Puerto Real, província de Cádiz, na comunidade autónoma de Andaluzia, na Espanha.
Citado com o nome de Berrueco, foi considerado como um dos possíveis lugares onde Dna. Blanca esteve detida por ordem de Pedro I de Castela.
Do primitivo castelo actualmente subsistem apenas os restos de uma torre de planta quadrada, sem cobertura, em cujos vértices podem ser apreciados os arranques da abóbada.
Não resta quase nada da cerca envolvente, a não ser alguns de seus fundamentos.
Pode ser considerado como uma das fortificações afonsinas da Ordem Militar de Santa Maria.